# Reprezentacja Reunionu w piłce nożnej mężczyzn
Reprezentacja Reunionu w piłce nożnej nie jest członkiem Międzynarodowej Federacji Piłki Nożnej (FIFA), ale od 1993 roku jest stowarzyszona z Afrykańską Koonfederacją Piłkarską (CAF).
Do tej pory występowała nieprzerwanie (od 1947 roku) w Turnieju Wysp Oceanu Indyjskiego, w którym tryumfowała cztery razy (w 1979, 1998, 2007 i 2015 roku). W 22 dotychczas rozegranych turniejach brało udział sześć drużyn (reprezentacja Reunionu, reprezentacja Mauritiusa, reprezentacja Madagaskaru, reprezentacja Seszeli, reprezentacja Komorów oraz reprezentacja Malediwów).
Podczas ostatniej edycji tych rozgrywek, w 2003 roku, reprezentacja Reunionu rozegrała cztery spotkania. 30 sierpnia pokonała 1–0 zespół Komorów, zaś cztery dni później wygrała z tym samym zespołem w stosunku 4–0. Dało jej to awans do półfinału, w którym 4 września 2003 roku wygrała 1–0 z ekipą Seszeli. 2 dni później przegrała w finale imprezy 1–2 z zespołem Mauritiusa.

## Udział wMistrzostwach Świata
- 1930 – 1938 – Nie brał udziału (był kolonią francuską)
- 1950 – 2014 – Nie brał udziału (nie był członkiem Międzynarodowej Federacji Piłki Nożnej)

## Udział wPucharze Narodów Afryki
- 1957 – 1992 – Nie brał udziału (nie był członkiem Afrykańskiej Konfederacji Piłkarskiej)
- 1994 – 2015 – Nie brał udziału

## Osiągnięcia międzynarodowe

### Turniej Wysp Oceanu Indyjskiego
| Turniej Wysp Oceanu Indyjskiego | Turniej Wysp Oceanu Indyjskiego | Turniej Wysp Oceanu Indyjskiego | Turniej Wysp Oceanu Indyjskiego | Turniej Wysp Oceanu Indyjskiego | Turniej Wysp Oceanu Indyjskiego | Turniej Wysp Oceanu Indyjskiego | Turniej Wysp Oceanu Indyjskiego | Turniej Wysp Oceanu Indyjskiego | Turniej Wysp Oceanu Indyjskiego |
| Year                            | Runda                           | Pozycja                         | roz. mecze                      | Wygrane                         | Remisy                          | Porażki                         | Zdobyte bramki                  | Stracone bramki                 |                                 |
| ------------------------------- | ------------------------------- | ------------------------------- | ------------------------------- | ------------------------------- | ------------------------------- | ------------------------------- | ------------------------------- | ------------------------------- | ------------------------------- |
| Reunion 1979                    | Mistrzostwo                     | 1                               | 4                               | 4                               | 0                               | 0                               | 20                              | 2                               |                                 |
| Mauritius 1985                  | Drugie miejsce                  | 2                               | 3                               | 2                               | 1                               | 0                               | 14                              | 4                               |                                 |
| Mauritius 1990                  | Faza grupowa                    | 5                               | 2                               | 0                               | 1                               | 1                               | 0                               | 1                               |                                 |
| Seszele 1993                    | Drugie miejsce                  | 2                               | 4                               | 3                               | 0                               | 1                               | 5                               | 1                               |                                 |
| Reunion 1998                    | Mistrzostwo                     | 1                               | 4                               | 3                               | 1                               | 0                               | 10                              | 3                               |                                 |
| Mauritius 2003                  | Drugie miejsce                  | 2                               | 4                               | 3                               | 0                               | 1                               | 7                               | 2                               |                                 |
| Madagaskar 2007                 | Mistrzostwo                     | 1                               | 4                               | 1                               | 3                               | 0                               | 2                               | 1                               |                                 |
| Seszele 2011                    | Trzecie miejsce                 | 3                               | 4                               | 2                               | 0                               | 2                               | 4                               | 5                               |                                 |
| Reunion 2015                    | Mistrzostwo                     | 1                               | 4                               | 4                               | 0                               | 0                               | 8                               | 1                               |                                 |
| Razem                           | 9/9                             | 4x Mistrzostwo                  | 33                              | 22                              | 6                               | 5                               | 70                              | 20                              |                                 |

### Coupe de l'Outre-Mer
| Coupe de l'Outre-Mer | Coupe de l'Outre-Mer | Coupe de l'Outre-Mer | Coupe de l'Outre-Mer | Coupe de l'Outre-Mer | Coupe de l'Outre-Mer | Coupe de l'Outre-Mer | Coupe de l'Outre-Mer | Coupe de l'Outre-Mer | Coupe de l'Outre-Mer |
| Rok                  | Runda                | Pozycja              | roz. mecze           | Wygrane              | Remisy               | Porażki              | Zdobyte bramki       | Stracone bramki      |                      |
| -------------------- | -------------------- | -------------------- | -------------------- | -------------------- | -------------------- | -------------------- | -------------------- | -------------------- | -------------------- |
| Francja 2008         | Mistrzostwo          | 1                    | 3                    | 3                    | 0                    | 0                    | 9                    | 1                    |                      |
| Francja 2010         | Drugie miejsce       | 2                    | 4                    | 3                    | 1                    | 0                    | 14                   | 1                    |                      |
| Francja 2012         | Mistrzostwo          | 1                    | 4                    | 3                    | 1                    | 0                    | 16                   | 3                    |                      |
| Razem                | 3/3                  | 2x Mistrzostwo       | 11                   | 9                    | 2                    | 0                    | 39                   | 5                    |                      |

### Triangulaire (obecnieTurniej Wysp Oceanu Indyjskiego)
| Triangulaire Cup | Triangulaire Cup | Triangulaire Cup | Triangulaire Cup | Triangulaire Cup | Triangulaire Cup | Triangulaire Cup | Triangulaire Cup | Triangulaire Cup |
| Year             | Runda            | Roz. mecze       | Wygrane          | Remisy           | Porazki          | Zdobyte bramki   | Stracone bramki  |                  |
| ---------------- | ---------------- | ---------------- | ---------------- | ---------------- | ---------------- | ---------------- | ---------------- | ---------------- |
| Madagaskar 1947  | Trzecie miejsce  | 2                | 0                | 0                | 2                | 3                | 6                |                  |
| Mauritius 1948   | Trzecie miejsce  | 2                | 0                | 0                | 2                | 2                | 7                |                  |
| Reunion 1949     | Trzecie miejsce  | 2                | 0                | 0                | 2                | 1                | 9                |                  |
| Madagaskar 1950  | Drugie miejsce   | 2                | 1                | 0                | 1                | 5                | 17               |                  |
| Mauritius 1951   | Trzecie miejsce  | 2                | 0                | 0                | 2                | 3                | 13               |                  |
| Reunion 1952     | Trzecie miejsce  | 2                | 0                | 0                | 2                | 0                | 7                |                  |
| Madagaskar 1953  | Trzecie miejsce  | 2                | 0                | 0                | 2                | 8                | 15               |                  |
| Mauritius 1954   | Drugie miejsce   | 2                | 1                | 0                | 1                | 6                | 13               |                  |
| Reunion 1955     | Trzecie miejsce  | 2                | 0                | 0                | 2                | 3                | 7                |                  |
| Madagaskar 1956  | Trzecie miejsce  | 2                | 0                | 0                | 2                | 5                | 12               |                  |
| Mauritius 1957   | Drugie miejsce   | 2                | 1                | 0                | 1                | 1                | 1                |                  |
| Reunion 1958     | Trzecie miejsce  | 2                | 0                | 0                | 2                | 1                | 5                |                  |
| Madagaskar 1963  | Drugie miejsce   | 2                | 1                | 0                | 1                | 3                | 6                |                  |
| Razem            | 13/13            | 26               | 4                | 0                | 22               | 41               | 118              |                  |